# Ectopatria contrasta
Ectopatria contrasta är en fjärilsart som beskrevs av Embrik Strand 1924. Ectopatria contrasta ingår i släktet Ectopatria och familjen nattflyn. Inga underarter finns listade i Catalogue of Life.